# Jesu Kristi Kirke (Bickertonitter)
Jesu Kristi Kirke (The Church of Jesus Christ) er et religiøst samfund med hovedsæde i Monongahela i Pennsylvania i USA. Kirken har omkring 12.000 medlemmer fordelt i Nord- og Sydamerika, Europa, Asien og Afrika. Kirken anses som det tredjestørste trossamfund inden for Mormonismen. Af ikke-medlemmer kaldes trossamfundets medlemmer for "bickertonitter" eller "rigdonitter" efter kirkens grundlæggere William Bickerton og Sidney Rigdon for ikke at forveksle dem med andre mormonsamfund.
Jesu Kristi Kirke hævder at være den sande, åndelige arvtager til Kristi Kirke grundlagt af Joseph Smith d. 6. april 1830, og at Sidney Rigdon er den retmæssige efterfølger af Joseph Smith.
Smith betragtes som profet, men kirken anerkender også, at han forudsagde noget, som ikke skete. De eneste hellige skrifter som anerkendes er Bibelen og Mormons Bog. Kirken mener, at både Lære og Pagter og Den Kostelige Perle indeholder mange falske åbenbaringer, som strider imod Bibelens og Mormons Bogs ord. Derfor anerkendes de bøger ikke.
I modsætning til den største mormonkirke er Joseph Smith ikke den "Udvalgte Seer", som nævnes i Mormons Bog (2. Nephi 3:6-7). Jesu Kristi kirkes medlemmer venter fortsat på denne profets komme, og mange af dem tror, at seeren kommer bliver af indiansk oprindelse.

## Historie
Efter Joseph Smiths død og uenigheden, om hvem der var hans rette efterfølger, splittedes Jesu Kristi Kirke af Siste Dages Hellige (samme navn som det officielle navn på mormonkirken) med hovedkvarter i Nauvoo, Illinois. Størstedelen flyttede under ledelse af Brigham Young til Utah mens Rigdon og hans tilhængere slog sig ned i Pittsburgh, Pennsylvania hvor de d. 6. april 1845 samledes for at genoprette Kristi Kirke.
Samme år døbte Rigdon William Bickerton i Pittsburgh. Bickerton blev hurtigt udnævnt til "ældste" og evangelist for kirken.
I efteråret 1845 holdtes endnu et møde, denne gang i Philadelphia. Rigdon meddelte der, at kirken skulle oprette et kristent kollektiv på "Adventure Farm" nær Greencastle i Pennsylvania. Dette sociale eksperiment mislykkedes og 1847 havde såvel kollektivet som Rigdons kirke kollapset.
Apostlene William E. McLellin og Benjamin Winchester havde allerede tidligere brudt med Rigdons lederskab og oprettet endnu en Kristi kirke med David Whitmer som præsident og profet.
William Bickerton ville dog hverken følge Rigdon eller Whitmer, men forblev i Monongahela i Pennsylvania, hvor han fra 1849 begyndte at samle sine tilhængere. I 1851 dannedes menighed under Bickertons ledelse i West Elizabeth, Pennsylvania. Andre ældste udnævntes, og stave (samling af menigheder) oprettedes i Allegheny, Rock Run, Green Oak og Pine Run (i Pennsylvania) samt i Wheeling (i West Virginia).
I begyndelsen anvendte de moderkirkens navn, "Jesu Kristi Kirke af Sidste Dages Hellige", men i juli 1862 samledes repræsentanter fra stavene i Pennsylvania, Ohio og Virginia til en konference i Green Oak, Pennsylvania hvor man officielt organiserede sig under navnet Jesu Kristi kirke.
William Bickerton ledede mødet. Hans to rådgivere i det nydannede "Første præsidentskab", George Barnes og Charles Brown, ordineredes til apostle. De Tolv Apostles Kvorum kom til at bestå af Arthur Bickerton, Thomas Bickerton, Alexander Bickerton, James Brown, Cummings Cherry, Benjamin Meadowcroft, Joseph Astin, Joseph Knox, William Cadman, James Nichols, John Neish og John Dixon.
Trossamfundet registreredes officielt i Pittsburgh, juni 1865 under det officielle navn Church of Jesus Christ of Green Oak, Pennsylvania.
I 1875 flyttede William Bickerton sammen med 35-40 familier til Kansas, hvor de grundlagde the Zion Valley Colony, som senere blev til byen St John, Kansas.
I 1880 fulgte William Cadman Bickerton som kirkens præsident. Under denne og efterfølgende ledere har kirken spiret rundt omkring i USA og verden.
D. 5. april 1941 blev "Jesu Kristi Kirke" officielt registreret i Washington County i Pennsylvania.

## Sakramenter
Kirken praktiserer dåb ved nedsænkning.
Nadveren med fælles bægere.
Kirken praktiserer fodafvaskning (Johannesevangeliet 13:5) fire gange om året som udtryk for personlig ydmyghed. Det er et vigtigt sakramente, da Jesus sagde til Peter: "hvis jeg ikke vasker dig, har du ingen del i mig".
Medlemmerne hilser på hinanden med et "helligt kys" på kinden som i det Nye Testamente.